# 맥딜리버리

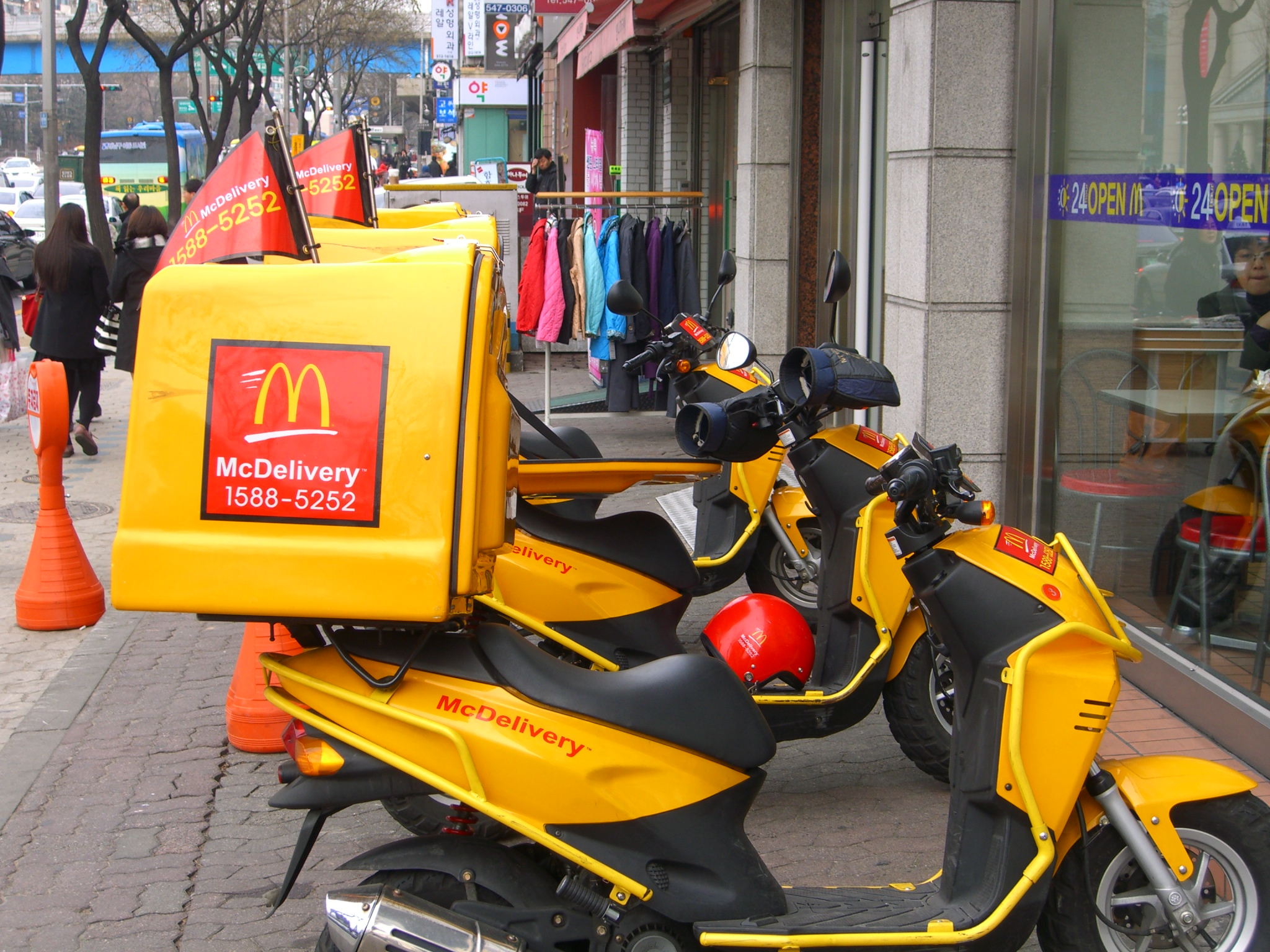
대한민국의 맥딜리버리용 모터사이클

맥딜리버리(McDelivery)는 고객의 문앞까지 음식을 배달해주는 맥도날드의 배달 서비스이다. 이 서비스는 1993년부터 미국 일부 지역에 도입되었으며 오토바이 택배를 사용하는 많은 아시아, 중동 및 라틴 아메리카 국가에서 사용할 수 있다. 일부 국가에서는 맥딜리버리가 하루 24시간 이용 가능하며, 특정 지역에서는 최소 주문 시 무료로 제공된다.

## 이용 가능 지역
맥딜리버리는 호주, 오스트리아, 바레인, 브라질, 중국, 콜롬비아, 코스타리카, 칠레, 키프로스, 이집트, 독일, 조지아, 과테말라, 홍콩, 인도, 인도네시아, 이스라엘, 이탈리아, 일본, 요르단, 한국, 쿠웨이트, 레바논, 말레이시아, 뉴질랜드, 파키스탄, 카타르, 필리핀, 루마니아, 러시아, 사우디아라비아, 싱가포르, 슬로베니아, 남아프리카공화국, 스페인, 스리랑카, 대만, 태국, 터키, 아랍에미리트, 우크라이나, 미국 및 영국에서 이용할 수 있다.